# おひつじ座30番星
| 太陽 | おひつじ座30番星A |
| ---- | ----------------- |
| 太陽 | Exoplanet         |

| 太陽 | おひつじ座30番星B |
| ---- | ----------------- |
| 太陽 | Exoplanet         |

おひつじ座30番星(30 Arietis)とはおひつじ座の方向に約130光年離れた位置にある太陽より明るい2つのF型主系列星を主星とした2つの連星系から成る4重連星系である。

## 惑星系
2009年にBの連星系に太陽系外惑星おひつじ座30番星Bbが発見された。4重連星系に太陽系外惑星が発見されたのは2012年に発見したケプラー64(PH1)に次いで2例目となる。発見されたのはおひつじ座30番星Bbが先だが、当時はおひつじ座30番星は3重連星系と思われていた。しかし2015年におひつじ座30番星Bに新たに太陽よりはるかに小さな伴星(おひつじ座30番星D)が発見されたことによっておひつじ座30番星Bbは4重連星系の中を公転する2例目の太陽系外惑星となった。おひつじ座30番星Bbは木星の9.88倍の質量を持つ巨大ガス惑星とされている。主星からの距離と公転周期は地球とほぼ一致する。
| 名称 （恒星に近い順） | 質量         | 軌道長半径 （天文単位） | 公転周期 (日) | 軌道離心率  | 軌道傾斜角 | 半径 |
| --------------------- | ------------ | ----------------------- | ------------- | ----------- | ---------- | ---- |
| b                     | 9.88±0.94 MJ | 0.995±0.012             | 335.1±2.5     | 0.289±0.092 | —          | —    |